# Carceres

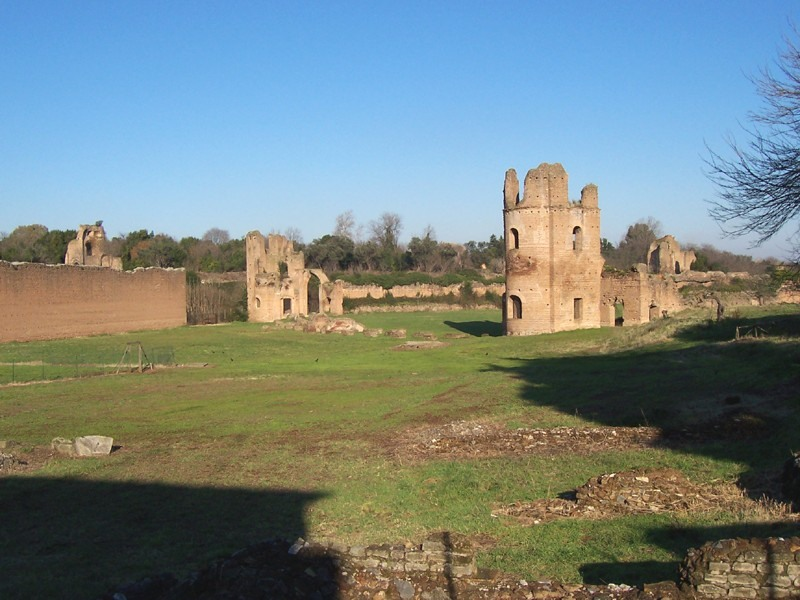
Reste des Circus des Maxentius mit noch erhaltenen Ecktürmen der Carceres

Carceres (von lateinisch carcer; „Schranken“, „Umzäunung“) bezeichnet die Starttoranlage am offenen Ende der Rennbahn im römischen Circus. Im Gegensatz zu carcer („Gefängnis“) erscheint carceres in der Prosa immer im Plural.
Meist waren die Startboxen der Gespanne einfache Holzkonstruktionen, die Carceres konnten aber auch wesentlich aufwändiger sein. Im römischen Circus Maximus wurden die ursprünglichen Carceres von Caesar durch Steinbauten ersetzt. Unter Claudius entstanden zweistöckige Carceres aus Marmor mit Arkaden und flankierenden Ecktürmen. Die Bedeutung der Carceres wird auch daraus ersichtlich, dass sich die Logen von Honoratioren häufig im Obergeschoss der Carceres befanden.
Wegen dieser Ecktürme und der Tore, möglicherweise auch wegen des exklusiven Charakters, wurden die Carceres auch oppidum („kleine Stadt“) genannt.